# 洪コンノウル
洪 コンノウル（朝鮮語: 홍꽃노을、1983年7月25日 - 2004年12月27日）は、大韓民国の女性囲碁棋士。
1983年7月25日、大韓民国のソウル特別市に生まれた。1996年に入団し、1997年には第4期女流国手戦で準優勝した。同徳女子高等学校を卒業後、第9期女流プロ国手戦の本戦により三段に昇格したが、2004年12月27日、西海岸高速道路の発安IC付近で発生した追突事故により死去した。

## 学歴
- 同徳女子高等学校

## 略歴
1993年初等学校小学校4年生時代、アマ女流国手戦で有望株組で優勝し、1996年に入団した。2003年に3段に昇段したが、2004年、交通事故で死亡した。

## 本選
1996年:入団。
1997年:第4回女流国手戦準優勝。
1999年:二段昇段。 第一期女流名人戦本戦
2003年:三段昇段(6月)。 第9期女流プロ国手戦本戦。